# 杜龕
杜 龕（と がん、? - 556年）は、南朝梁の軍人。本貫は京兆郡杜陵県。

## 経歴
杜岑（杜懐宝の子）の子として生まれた。太清3年（549年）、叔父たちとともに湘東王蕭繹に帰順した。蕭繹により持節・忠武将軍・鄖州刺史に任じられ、中廬県侯に封じられた。太清4年（550年）、叔父の杜幼安とともに平南将軍の王僧弁に従い、河東王蕭誉を長沙に討ち、これを平定した。
太清5年（551年）、さらに王僧弁の麾下として、徐文盛の後詰めとして巴陵に入った。侯景が郢州を攻め落とし、徐文盛を撃破して西上してくると、杜龕は王僧弁らとともに巴陵を守った。侯景は巴陵城を囲むこと数十日、城を落とすことができず撤退した。杜龕は太府卿・安北将軍・都督定州諸軍事・定州刺史に転じ、通直散騎常侍の位を加えられた。王僧弁に従って侯景を江夏まで追い、江夏城を包囲した。侯景の部将の宋子仙が城を放棄して逃走し、杜龕は楊浦まで追って、これを生け捕りにした。太清6年（552年）、王僧弁の軍が姑孰に達すると、侯景の部将の侯子鑑が迎撃してきたので、杜龕は陳霸先や王琳らとともにこれを攻撃し、侯子鑑を破った。王僧弁の軍が石頭城に達すると、侯景が自ら兵を率いて会戦してきたため、杜龕は諸軍とともに奮戦し、侯景軍を破った。論功第一として、平東将軍・東揚州刺史に任じられた。
承聖2年（553年）、王僧弁とともに陸納らを長沙に討ち、これを降した。さらに武陵王蕭紀を西陵に討ち、これを平定した。承聖3年（554年）、江陵が陥落して元帝（蕭繹）が殺害された。天成元年（555年）、北斉が貞陽侯蕭淵明を梁の皇嗣として送り込んで帝に即位させると、杜龕はその下で震州刺史・呉興郡太守となった。また鎮南将軍・都督南豫州諸軍事・南豫州刺史に任じられ、溧陽県侯に封じられた。さらに散騎常侍・鎮東大将軍の位を加えられた。
9月、陳霸先が建康を攻め、王僧弁を殺害した。同年（紹泰元年）10月、杜龕は呉興に拠って陳霸先に反抗した。軍副の杜泰を派遣して長城県にいた陳蒨を攻めさせたが、かえって陳蒨に敗れた。陳霸先が部将の周文育を派遣して攻撃してきたため、杜龕は従弟の杜北叟に命じて阻ませたが、周文育に敗れた。杜龕は義興郡に逃れたが、陳霸先の包囲を受けた。11月、北斉の将軍の柳達摩らが建康を襲撃したため、陳霸先は建康に取って返した。12月、杜龕は頼みの北斉軍が撤退したと聞くと、陳霸先に降伏した。
紹泰2年（556年）1月、杜龕は呉興で殺害された。

## 伝記資料
- 『梁書』巻46 列伝第40
- 『南史』巻64 列伝第54